# Belinda Bidwell
Pour les articles homonymes, voir Bidwell.
Belinda Bidwell, née le 22 avril 1936 et morte le 28 avril 2007 à Fajara (banlieue de Bakau), est une femme politique gambienne.

## Biographie
Enseignante de profession, elle est choisie par l'Alliance patriotique pour la réorientation et la construction pour siéger à l'Assemblée nationale et en devient la vice-présidente. En avril 2006, après la tentative de coup d'État de mars, le président de l'Assemblée, Sheriff Mustapha Dibba, est arrêté et suspendu de ses fonctions. Belinda Bidwell le remplace et devient ainsi la première femme à présider l'Assemblée nationale de Gambie. En février 2007, après les élections législatives, elle est remplacée par Fatoumatta Jahumpa Ceesay.
Elle meurt d'une crise cardiaque à son domicile, à l'âge de 71 ans.